# Protohelius
Protohelius là một chi ruồi trong họ Limoniidae. Các loài trong chi này có thể tìm thấy ở Venezuela, Ecuador, Trung Quốc, Ấn Độ và Đài Loan.

## Các loài
- P. cisatlanticus Alexander, 1938
- P. issikii Alexander, 1928
- P. khasicus Alexander, 1964
- P. nigricolor Alexander, 1940
- P. nilgiricus Alexander, 1960
- P. tinkhami Alexander, 1938
- P. venezolanus Alexander, 1950